# Асано Наганори
Асано Наганори (浅野 長矩, 28 сентября 1667 — 21 апреля 1701) — 3-й даймё Ако-хана в провинции Харима (1675—1701). Его почетный титул — Такуми-но-ками (内匠頭; «чиновник, ответственный за строительство»). Он стал героем «Тюсингуры», одной из излюбленных тем в кабуки, бунраку, японских книгах и фильмах.

## Биография

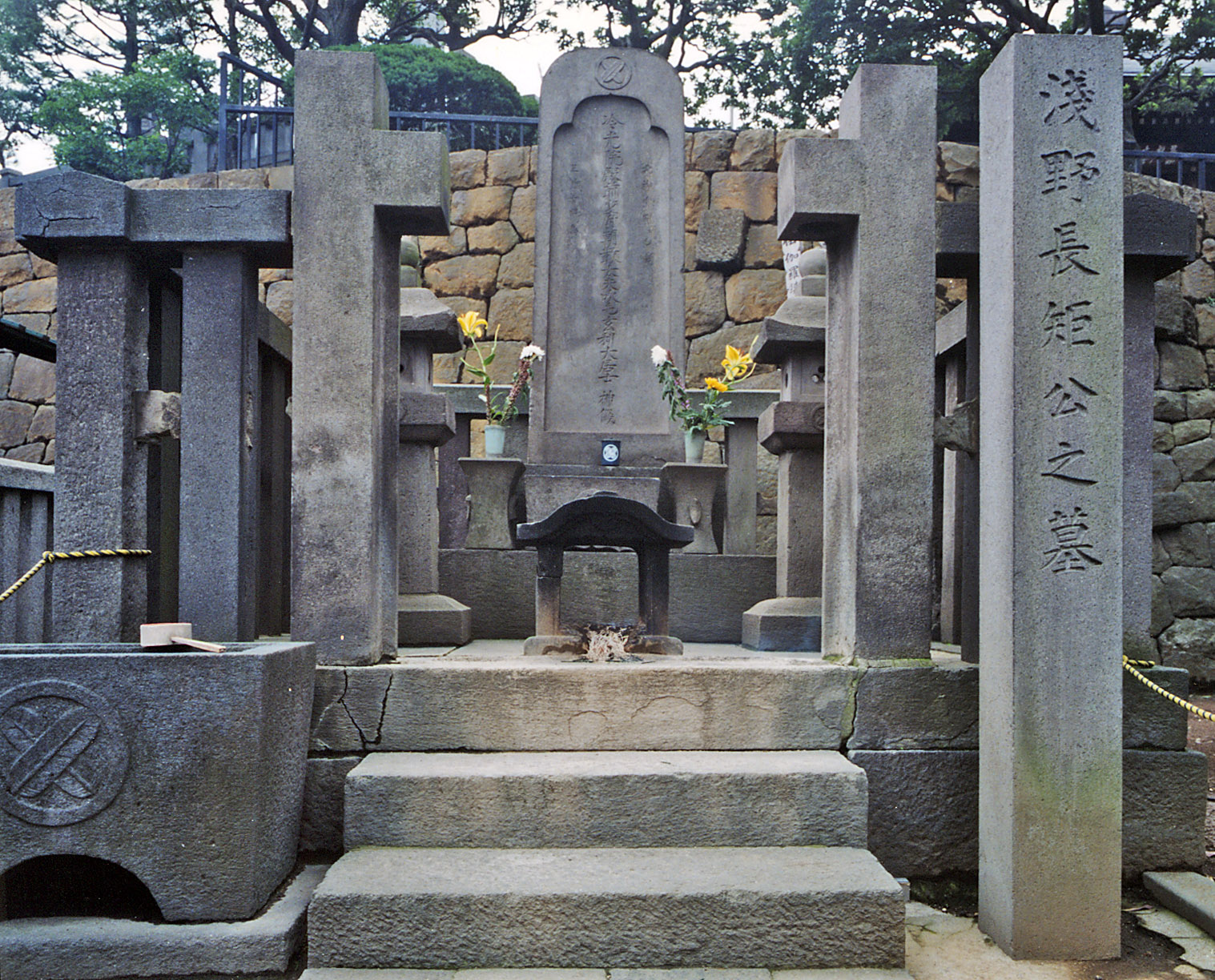
Могила Асано Наганори в храме Сенгаку-дзи в Эдо

Родился в Эдо. Старший сын и преемник Асано Нагатомо (1643—1675), 2-го даймё Ако-хана (1671—1675). Его семья была ветвью клана Асано, чья главная линия правила в Хиросима-хане. Его дед Асано Наганао (1610—1672), был даймё Касама-хана (1632—1645) и Ако-хана (1645—1671). В 1671 году после смерти Наганао ему наследовал его старший сын Нагатомо, но он скончался в 1675 году. После смерти своего отца 9-летний Наганори унаследовал титул 3-го даймё Ако-хана в провинции Харима.
В 1680 году Асано Наганори был назначен на почётную придворную должность Такуми-но-ками. Будучи даймё с небольшим рисовым доходом, Наганари несколько раз назначался на небольшие временные посты в сёгунате Токугава. В 1683 году он был впервые назначен одним из двух чиновников, принимающих эмиссаров императорского двора к сёгуну. Это был первый раз, когда он встретил Киру Ёсинаку (1641—1703), главного церемониймейстера при дворе сёгуна.
В 1694 году Асано Наганори тяжело заболел. У него не было детей, которые могли стать его наследниками. Когда даймё умирал без наследника, его домен переходил под контроль сёгуната, земли подлежали конфискации, а его дружинники становились ронинами. Чтобы предотвратить это, Наганори усыновил своего младшего брата Асано Нагахиро (1670—1734), который был признан сёгунатом в качестве наследника.
В 1701 году Асано Наганори был вторично назначен на ту же самую должность. Между ними и Кирой Ёсинакой установились напряженные отношения. 21 апреля того же года Наганори выхватил меч и попытался убить Киру в коридоре сосен в замке Эдо, резиденции сёгуна. В тот же день по приказу пятого сёгуна Токугава Цунаёси арестованный Асано Наганори совершил сэппуку.
Его дружинники стали ронинами, когда бакуфу конфисковало владения покойного даймё. Под руководством Оиси Кураносукэ (1659—1703) они отомстили за смерть своего господина и убили Киру в его особняке в Эдо 30 января 1703 года. Его бывшие вассалы прославились как 47 ронинов. Их кровная месть считается одной из самых известных в Японии.
Асано Наганори был похоронен на кладбище храма Сэнгаку-дзи в Эдо.